# James Dowling Herbert
Pour les articles homonymes, voir Dowling et Herbert.
James Dowling Herbert, né en 1762 à Dublin et mort en 1837 à Jersey, est un explorateur, officier et peintre Irlandais.

## Biographie
Lieutenant dans l'infanterie du Bengale (1791-1835), il explore en 1818 des sommets de l'Himalaya avec John Anthony Hodgson dans le but d'y établir des relevés d'altitude et découvre durant le périple diverses sources. Arpenteur (surveyor) de l'Himalaya de 1816 à 1821 puis de 1824 à 1828, promu capitaine, il effectue une exploration de la région de Darjeeling avec George Aylmer Lloyd et James Hope Grant. Il est assistant arpenteur général de 1821 à 1824 et en 1828-1829.
Jules Verne mentionne son expédition dans son roman La Maison à vapeur (partie 2, chapitre I).
Par ailleurs, James Dowling Herbert est connu pour ses portraits et ses aquarelles,.